# Hackåsmästaren

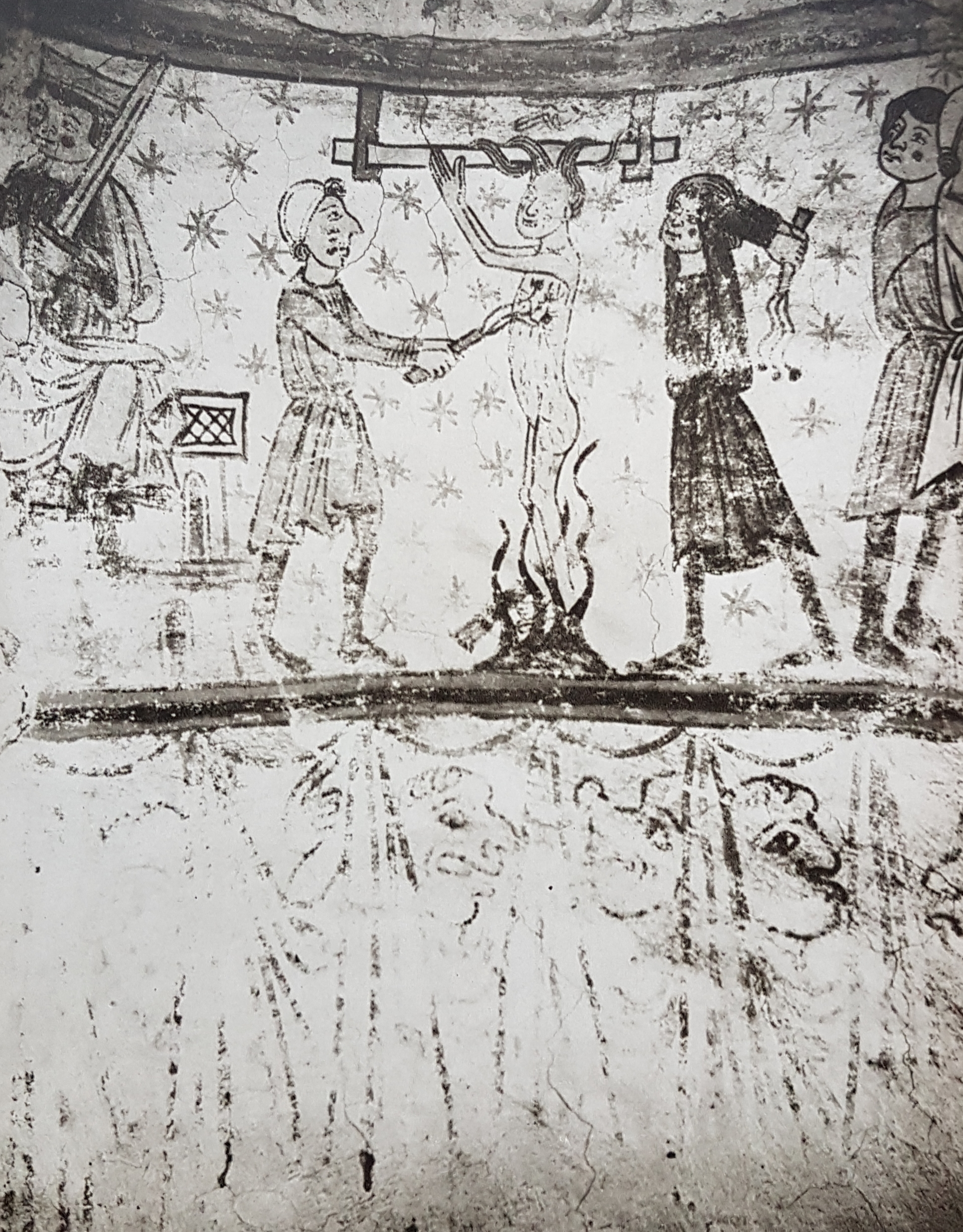
Den heliga Margaretas martyrium.

Hackåsmästaren är ett anonymnamn på den målare som omkring år 1275 dekorerade murarna i Hackås kyrka i Jämtland. Under absidens valv finns en bevarad en meter bred fris som löpande framställer den heliga Margaretas martyrium som beskriver hur den tillfångatagna Margareta förs inför kung Olybrius, hennes fängelsetid, hur hon torterades och förs till kungen en andra gång för att på nytt fängslas. Slutligen ser man hur helgonet med en korsstav i handen triumferar över den besegrade draken-djävulen. De i rött, brunt, gult, blått och grått utförda målningarna uppvisar trots sin medelmåttiga kvalitet i den något tafatta teckningen en uttrycksfull berättarstil. Rent stilistiskt utvisar Hackåsmålningarna en särställning i Sverige genom sin starka anknytning till det engelska måleriet; troligen har stilen förmedlats via Norge. Man antar att han var en inhemsk konstnär som kopierat de förlagor som stod honom till buds.